# Coenobia despecta
Coenobia despecta är en fjärilsart som beskrevs av Treitschke 1825. Coenobia despecta ingår i släktet Coenobia och familjen nattflyn. Inga underarter finns listade i Catalogue of Life.